# Léo Houziaux
Léo Houziaux, né à Rochefort, en Belgique, le 23 mars 1932, est un astronome belge.

## Biographie
Il obtient sa licence de physique en 1955 et son doctorat dans la même discipline en 1960, les deux à l'Université de Liège. Après avoir travaillé aux observatoires du Mont Wilson, du Mont Palomar et de l'Université Harvard, il s'impliqua dans le projet expérimental de l'Institut Smithsonian. 
À partir de 1966, il collabora au projet qui consista à réaliser ce qui allait devenir le premier satellite européen, le TD-1A. En 1978 il devint professeur d'astronomie à l'Université de Liège.
Le Centre des planètes mineures le crédite de la découverte de trois astéroïdes, toutes effectuées en 1980 avec la collaboration d'Henri Debehogne.
L'astéroïde (24945) Houziaux est nommé d'après lui.
| (4782) Gembloux | 14 octobre 1980   |
| (6946) 1980 RX1 | 15 septembre 1980 |
| (10271) Dymond  | 14 octobre 1980   |

Il est secrétaire perpétuel de l'Académie royale des sciences, des lettres et des beaux-arts de Belgique de 2000 à 2007.